# Celebrity (canção de IU)
"Celebrity" é uma canção da cantora e compositora sul-coreana IU. Foi lançado em 27 de janeiro de 2021 pela EDAM Entertainment via Kakao M, e serve como o single principal de seu quinto álbum de estúdio em coreano, "Lilac". Uma faixa dance-pop e eletropop, "Celebrity" foi escrita por IU, com composição adicional por Ryan S. Jhun, Jeppe London Bilsby, Lauritz Emil Christiansen, Chloe Latimer e Celine Svanback, com arranjos feitos pelos três primeiros.

## Antecedentes
IU primeiro disse que um novo single estava sendo elaborado enquanto estava no palco do 35º Golden Disc Awards em 9 de janeiro de 2021. Ao aceitar o prêmio Digital Daesang por "Blueming", ela afirmou que a nova música seria "refrescante" e "dá força às pessoas". Em 11 de janeiro, sua gravadora, Edam Entertainment, anunciou que ela retornaria com um single de pré-lançamento intitulado "Celebrity" em 27 de janeiro de 2021. A gravadora deu a entender que a nova música seria um som pop alegre com um gênero musical enérgico.
"Celebrity" foi posteriormente lançado em 27 de janeiro para download digital e streaming como o primeiro single do quinto álbum de estúdio em coreano de IU. O single marca sua oferta mais recente após o lançamento do single "Eight", que ficou no topo das paradas (uma colaboração com Suga do BTS) em maio de 2020.  A faixa foi escrita e composta por IU, Ryan S. Jhun, Jeppe London Bilsby, Lauritz Emil Christiansen, Chloe Latimer e Celine Svanback, com arranjo conduzido por Bilsby, Christiansen e Jhun. 

## Composição
Musicalmente, "Celebrity" é descrita como uma faixa dance-pop que incorpora uma variedade de gêneros, incluindo pop, música eletrônica e tropical house, e sinaliza uma mudança em relação a grande parte da discografia anterior de IU.  Sobre a musicalidade do single, a EDAM Entertainment afirmou que "a música tem um som pop alegre que pode energizar quem a ouve. É um gênero de música que IU está tentando pela primeira vez".  Além disso, a agência comentou sobre a direção musical do próximo álbum, dizendo que "será sua aventura em gêneros mais energéticos e pop beat".  Liricamente, a música explora os temas da fama, identidade, inseguranças, perdas e a noção de viver como uma celebridade. 

## Desempenho comercial
"Celebrity" foi um sucesso comercial na Coréia do Sul. Após o lançamento, a música estreou no topo do Gaon Digital Chart, tornando-se o 25º single número #1 de IU.  Ela permaneceu no topo da parada por seis semanas consecutivas, tornando-se uma das canções mais longas da história da Gaon a permanecer no primeiro lugar. Internacionalmente, "Celebrity" estreou e alcançou os números #2 e #13 nas paradas nacionais de Cingapura e Nova Zelândia, respectivamente. Nos Estados Unidos, a canção alcançou a terceira posição em sua semana de estreia no US World Digital Songs chart, onde atingiu o pico.  Na parada da Billboard Global Excl. U.S., a canção estreou na posição #190 antes de entrar na posição #78 na Billboard Global 200 padrão na semana seguinte, marcando sua primeira aparição na parada global. 

## Vídeo musical e promoção
Em 25 de janeiro, um teaser do videoclipe do single foi lançado no canal oficial de Kakao M. no YouTube.  O videoclipe foi posteriormente carregado em 27 de janeiro, juntamente com o lançamento do single.
| Programa               | Data                    | Ref.   |
| ---------------------- | ----------------------- | ------ |
| Music Bank (KBS)       | 5 de fevereiro de 2021  | [ 11 ] |
| Music Bank (KBS)       | 12 de fevereiro de 2021 | [ 12 ] |
| Music Bank (KBS)       | 12 de março de 2021     | [ 13 ] |
| Show! Music Core (MBC) | 6 de fevereiro de 2021  | [ 14 ] |
| Show! Music Core (MBC) | 20 de fevereiro de 2021 | [ 14 ] |
| Inkigayo (SBS)         | 7 de fevereiro de 2021  | [ 15 ] |
| Inkigayo (SBS)         | 21 de fevereiro de 2021 | [ 16 ] |
| Inkigayo (SBS)         | 28 de fevereiro de 2021 | [ 17 ] |
| Show Champion (MBC)    | 10 de fevereiro de 2021 | [ 18 ] |

## Créditos e pessoal
Créditos adaptados de MelOn. 
- IU – vocal, letrista, compositora
- Ryan S. Jhun – compositor, arranjador
- Jeppe London Bilsby – compositor, arranjador
- Lauritz Emil Christiansen – compositor, arranjador
- Chloe Latimer – compositora
- Celine Svanback – compositora

## Desempenho nas paradas musicais
| Parada musical (2021)              | Melhor posição |
| ---------------------------------- | -------------- |
| Billboard Global 200               | 78             |
| New Zealand Hot Singles (RMNZ)     | 13             |
| Singapore (RIAS)                   | 2              |
| South Korea (Gaon)                 | 1              |
| South Korea (K-pop Hot 100)        | 1              |
| US World Digital Songs (Billboard) | 3              |

## Histórico de lançamento
| Região | Data                  | Formato                    | Gravadora | Ref.   |
| ------ | --------------------- | -------------------------- | --------- | ------ |
| Vários | 27 de janeiro de 2021 | Digital download streaming | Kakao M   | [ 25 ] |